# Полянец
Полянец е село в Южна България. То се намира в община Джебел, област Кърджали.

## География
Село Полянец се намира в планински район. Преди години в селцето са живеели само турци, а през началото на 20 век се заселват около десетина семейства от Златоградско (Гърнати, Кочини, Средец).

## Население
Преброяване на населението през 2011 г.
Численост и дял на етническите групи според преброяването на населението през 2011 г.:
|                     | Численост | Дял (в %) |
| Общо                | 126       | 100,00    |
| Българи             | 20        | 15,87     |
| Турци               | 101       | 80,15     |
| Цигани              | 0         | 0,00      |
| Други               | 0         | 0,00      |
| Не се самоопределят | 0         | 0,00      |
| Неотговорили        | 4         | 3,17      |